# Joan Venys i Bojado
Joan Venys i Bojado (Barcelona, 15 de març de 1919 - L'Hospitalet de Llobregat, 24 de març de 1979) fou un futbolista català de la dècada de 1940.
Jugava a la posició de mig ala o de defensa. Començà a jugar a la UE Sants l'any 1937, d'on passà al València CF de primera divisió al començament de la temporada 1942-43. Al València no disposà de minuts, jugant només un partit oficial de Copa, pel que marxà la temporada següent a l'Hèrcules CF, on jugà dues temporades. L'any 1945 fitxà pel RCD Espanyol, on jugà durant tres temporades a alt nivell a primera divisió, disputant 47 partits de lliga i 13 de copa. El 1948 signà contracte pel Sevilla FC, club on disputà 53 partits a la lliga de Primera, en els quals marcà 2 gols. L'any 1951 fitxa pel Gimnàstic de Tarragona però fou traspassat al Reial Saragossa després del primer partit de Lliga. La següent temporada jugà al Reial Betis. Jugà un partit amb la selecció catalana l'any 1946. L'any 1954 fou objecte d'un homenatge per part de l'Espanyol. Fou entrenador de clubs modestos com el CF Hèrcules de l'Hospitalet.